# FNF
Федерация ассоциаций Северной Европы (Foreningerne Nordens Forbund) — международная общественная организация, существующая в странах Северной Европы в целях популяризации сотрудничества между её странами.

## Коллективные члены
- Ассоциация Северной Европы в Дании (Foreningen Norden);
- Ассоциация Северной Европы в Финляндии (Pohjola-Norden);
- Ассоциация Северной Европы в Норвегии (Foreningen Norden);
- Ассоциация Северной Европы в Швеции (Föreningen Norden);
- Ассоциация Северной Европы в Исландии (Norræna félagið);
- Ассоциация Северной Европы на Аландских островах (Föreningen Norden på Åland);
- Ассоциация Северной Европы на Фарерских островах (Norrøna Felagið í Føroyum)[1].

## Организационная структура
Руководство организацией осуществляет общее собрание (Generalforsamlingen), состоящее из представителей коллективных членов и избирающие из своего состава председателя (Præsident) и заместителя председателя (Vicepræsident); между общими собраниями — руководящая группа (Ledelsesgruppen).

## Федерация ассоциаций молодёжи Северной Европы
Федерация ассоциаций молодёжи Северной Европы является молодёжным отделением Федерации ассоциаций Северной Европы.
Коллективные члены:
- Ассоциация молодёжи Северной Европы Дании (Foreningen NORDENs Ungdom);
- Ассоциация молодёжи Северной Европы Финляндии (Pohjola-Nordens Ungdomsförbund);
- Ассоциация молодёжи Северной Европы Фарерских островов (Norrøna Ungmannafelag Føroya);
- Ассоциация молодёжи Северной Европы Исландии (Ungmennadeild Norræna Félagsins);
- Ассоциация молодёжи Северной Европы Норвегии (Föreningen Nordens Ungdom);
- Ассоциация молодёжи Северной Европы Аландских Островов (Föreningen Norden på Åland)[5].

## Сайт
- Сайт организации